# Nepalmatoiulus xenognathos
Nepalmatoiulus xenognathos är en mångfotingart som beskrevs av Henrik Enghoff 1987. Nepalmatoiulus xenognathos ingår i släktet Nepalmatoiulus och familjen kejsardubbelfotingar. Inga underarter finns listade i Catalogue of Life.